# Der Marsch nach Hause
Der Marsch nach Hause ist eine historische Erzählung von Wilhelm Raabe, die Anfang 1870 vollendet wurde und im selben Jahr in der Leipziger Zeitschrift „Daheim“ erschien. Die Buchausgabe brachte Hallberger 1873 in Stuttgart innerhalb der Sammlung „Deutscher Mondschein“ heraus. Zu Lebzeiten Raabes erschienen 1875, 1896, 1901 und 1905 Nachauflagen. Meyen gibt neun Besprechungen aus den Jahren 1872 bis 1951 an und nennt acht Ausgaben.
Die Novelle spielt im Bodensee-Gebiet und in Brandenburg in der zweiten Hälfte des 17. Jahrhunderts: Erzählt wird eine Episode aus der Schlacht bei Fehrbellin. Nach langem Irrweg findet der schwedische Arkebusier Korporal Sven Knudson Knäckabröd doch noch nach Hause.

## Inhalt
Seit 1631 war Sven aus Jönköping der Fahne seines Königs Gustav Adolf in mehreren Feldzüge durch Mitteleuropa treu gefolgt. Am 4. Januar 1647 wurden Svens Kriegskameraden aus dem „gelben Regiment Oxenstierna“ am „roten Egg“ zwischen Lingenau und Hüttisau von vorarlbergischen Ehefrauen erschlagen. Sven gerät in die Gefangenschaft einer der Kämpferinnen. Das ist die Witwe Frau Fortunata Madlener, Wirtin des Gasthofs „Zur Taube“ in Alberschwende. Die Wirtin vertraut fortan dem Schweden ihr minderjähriges Töchterlein Aloysia zur Kinderpflege an. Nach zehn Jahren Gefangenschaft lockert die Witwe die Zügel. Schwen, wie der Korporal von der Wirtin gerufen wird, darf auf dem nahe gelegenen Bergsattel Lorena die Milcherei und Käserei voll verantwortlich übernehmen. Der Veteran bewährt sich langjährig als Viehzüchter. Nach 26-jähriger Gefangenschaft nimmt der Hirt von der Lorena Reißaus. In Bregenz sticht er in See, geht in Lindau an Land und trifft auf einen alten Bekannten. Das ist der Korporal Rolf Rolfson Kok, jetzt Hafenwärtel des Heiligen Römischen Reiches Freier Stadt Lindau. Die beiden Soldaten erinnern sich voller Wehmut an das Jahr 1631, als sie Schulter an Schulter auf Berlin marschierten. In der alemannischen Fremde kommen die zwei greisen Kriegsgesellen zu der Erkenntnis, unter der schwedischen Fahne war ihre Heimat. Die Soldaten wollen nicht länger Gefangene der Weiber und Spießbürger sein. So begeben sie sich auf den Weg nach Hause, nach Pasewalk unter die Fahne ihres Generals Wrangel. Der Feldmarschall unterliegt im Juni 1675 dem Brandenburger. Kamerad Rolf fällt in der Schlacht. Sven gelingt die Flucht. Im Herbst des Jahres 1675 kommt der Krieger zu Hause an: Am Ufer der Schwarzach empfängt die Witwe Fortunata ihren Schwen mit dem Ausruf: „Grüeß di Gott daheim, du alter Schwed!“

## Ausgaben

### Erstausgabe
- Deutscher Mondschein. Vier Erzählungen. 261 Seiten. Hallberger, Stuttgart 1873 (enthält: Deutscher Mondschein. Der Marsch nach Hause. Des Reiches Krone. Theklas Erbschaft oder die Geschichte eines schwülen Tages)

### Quelle
- Der Marsch nach Hause, S. 127–186 in: Hans-Heinrich Reuter (Hrsg.): Wilhelm Raabe: Erzählungen. 776 Seiten. Dieterich’sche Verlagsbuchhandlung, Leipzig 1962 (Die Ausgabe folgt: Karl Hoppe (Hrsg.): Wilhelm Raabe. Das ausgewählte Werk. Kritisch durchgesehene Ausgabe. 4 Bände. Freiburg im Breisgau 1955)

### Weitere Ausgaben
- Der Marsch nach Hause. S. 253–320. Mit einem Anhang, verfasst von Karl Hoppe, S. 475–488 in Karl Hoppe (Bearb.), Hans Oppermann (Bearb.), Constantin Bauer (Bearb.), Hans Plischke (Bearb.): Erzählungen. Sankt Thomas. Die Gänse von Bützow. Theklas Erbschaft. Gedelöcke. Im Siegeskranze. Der Marsch nach Hause. Des Reiches Krone. Deutscher Mondschein. Vandenhoeck & Ruprecht, Göttingen 1976. Bd. 9.2 (2. Aufl., besorgt von Karl Hoppe), ISBN 3-525-20120-6 in Hoppe (Hrsg.), Jost Schillemeit (Hrsg.), Hans Oppermann (Hrsg.), Kurt Schreinert (Hrsg.): Wilhelm Raabe. Sämtliche Werke. Braunschweiger Ausgabe. 24 Bde.
- Der Marsch nach Hause, gelesen von Alfred Baumgartner, Hörbuch, Wellhöfer-Verlag, Mannheim 2012, ISBN 978-3-95428-121-3.

## Anmerkung
1. ↑  Der Herausgeber von „Daheim“ wollte für seine Leserinnen gerne eine Liebesgeschichte (Fuld, S. 154 Mitte).